# Tashkent Open 2016
Tashkent Open 2016 byl tenisový turnaj pořádaný jako součást ženského okruhu WTA Tour, který se hrál na otevřených dvorcích s tvrdým povrchem Plexipave  městské tenisového centra. Konal se mezi 24. září až 1. říjnem 2016 v uzbecké metropoli Taškentu jako osmnáctý ročník turnaje.
Turnaj s rozpočtem 250 000 dolarů patřil do kategorie WTA International Tournaments. Po odhlášení Johanny Larssonové pro virózu se nejvýše nasazenou hráčkou ve dvouhře stala světová osmapadesátka Kirsten Flipkensová z Belgie, kterou ve čtvrtfinále vyřadila Denisa Allertová. Jako poslední přímá účastnice do dvouhry nastoupila 136. hráčka žebříčku Elica Kostovová z Bulharska.
Premiérový singlový titul na okruhu WTA Tour vybojovala 24letá Češka Kristýna Plíšková. Deblovou trofej si odvezl rumunsko-turecký pár Ioana Raluca Olaruová a İpek Soyluová.

## Distribuce bodů a finančních odměn

### Distribuce bodů
| Soutěž  | vítězky | finalistky | semifinalistky | čtvrtfinalistky | 16 v kole | 32 v kole | Q  | Q2 | Q1 |
| ------- | ------- | ---------- | -------------- | --------------- | --------- | --------- | -- | -- | -- |
| dvouhra | 280     | 180        | 110            | 60              | 30        | 1         | 18 | 12 | 1  |
| čtyřhra | 280     | 180        | 110            | 60              | 1         | —         | —  | —  | —  |

### Finanční odměny
| Soutěž                              | vítězky | finalistky | semifinalistky | čtvrtfinalistky | 16 v kole | 32 v kole | Q2     | Q1   |
| ----------------------------------- | ------- | ---------- | -------------- | --------------- | --------- | --------- | ------ | ---- |
| dvouhra                             | $43 000 | $21 400    | $11 500        | $6 200          | $3 420    | $2 220    | $1 285 | $750 |
| čtyřhra                             | $12 300 | $6 400     | $3 435         | $1 820          | $960      | —         | —      | —    |
| částka ve čtyřhře je uvedena na pár |         |            |                |                 |           |           |        |      |

## Ženská dvouhra

### Nasazení
| Stát                         | Hráčka              | WTA | Nasazení |
| ---------------------------- | ------------------- | --- | -------- |
| Švédsko                      | Johanna Larssonová  | 45. | 1.       |
| Belgie                       | Kirsten Flipkensová | 58. | 2.       |
| Turecko                      | Çağla Büyükakçay    | 64. | 3.       |
| Japonsko                     | Nao Hibinová        | 76. | 4.       |
| Japonsko                     | Kurumi Naraová      | 78. | 5.       |
| Ukrajina                     | Lesja Curenková     | 80. | 6.       |
| Rumunsko                     | Sorana Cîrsteaová   | 85. | 7.       |
| Spojené království           | Naomi Broadyová     | 87. | 8.       |
| Česko                        | Denisa Allertová    | 89. | 9.       |
| Žebříček WTA k 19. září 2016 |                     |     |          |

### Jiné formy účasti
Následující hráčky obdržely divokou kartu do hlavní soutěže:
- Komola Umarovová
- Donna Vekićová
- Dajana Jastremská

Následující hráčky si zajistily postup do hlavní soutěže v kvalifikaci:
- Hiroko Kuwatová
- Tereza Martincová
- Sabina Šaripovová
- İpek Soyluová

Následující hráčka si zajistila účast v hlavní soutěži jako šťastná poražená:
- Sofia Šapatavová

### Odhlášení
před zahájením turnaje
- Jana Čepelová → nahradila ji Sara Sorribesová Tormová
- Margarita Gasparjanová → nahradila ji Patricia Maria Țigová
- Sie Šu-wej → nahradila ji Amra Sadikovićová
- Johanna Larssonová (viróza)[1] → nahradila ji Sofia Šapatavová
- Galina Voskobojevová → nahradila ji Kristýna Plíšková

### Skrečování
- Francesca Schiavoneová (grastrointestinální onemocnění)[1]
- Lesja Curenková (poranění zad)[1]

## Ženská čtyřhra

### Nasazení
| Stát                                                                     | Hráčka                | Stát     | Hráčka                   | WTA  | Nasazení |
| ------------------------------------------------------------------------ | --------------------- | -------- | ------------------------ | ---- | -------- |
| Ukrajina                                                                 | Ljudmyla Kičenoková   | Ukrajina | Nadija Kičenoková        | 129. | 1.       |
| USA                                                                      | Nicole Melicharová    | Thajsko  | Varatčaja Vongteančajová | 149. | 2.       |
| Nizozemsko                                                               | Demi Schuursová       | Česko    | Renata Voráčová          | 166. | 3.       |
| Rumunsko                                                                 | Ioana Raluca Olaruová | Turecko  | İpek Soyluová            | 192. | 4.       |
| Žebříček WTA k 19. září 2016; číslo je součtem umístění obou členek páru |                       |          |                          |      |          |

### Jiné formy účasti
Následující páry obdržely divokou kartu do hlavní soutěže:
- Arina Folcová /  Komola Umarovová
- Polina Merenkovová /  Dajana Jastremská

## Přehled finále

### Ženská dvouhra
- Kristýna Plíšková vs.  Nao Hibinová, 6–3, 2–6, 6–3

### Ženská čtyřhra
- Ioana Raluca Olaruová /  İpek Soyluová vs.  Demi Schuursová /  Renata Voráčová, 7–5, 6–3